# José de Assis Moraes
José de Assis Moraes (Silvânia, 24 de setembro de 1914 — Goiânia, 16 de junho de 1963) Foi um político, fazendeiro e economista de Goiás.

## Biografia

### Carreira política
José de Assis Moraes foi o Secretário de Estado da Fazenda e de Economia de Goiás durante o governo de Coimbra Bueno. Foi eleito como Deputado Estadual por Goiás nas eleições de 1950 como membro da União Democrática Nacional (UDN). Durante a era Vargas foi nomeado por Pedro Ludovico Teixeira como prefeito de Rio Verde.

### Família
Foi casado com Helena Carmo Moraes, com quem teve 5 filhos. Era filho de Francisco de Assis Moraes e irmão de Tereza Moraes Bacellar.